# Hermann Foertsch
Hermann Otto Eduard Foertsch (Drahnow, 4 april 1895 - München, 27 december 1961) was een Duitse officier en General der Infanterie tijdens de Tweede Wereldoorlog. Hij was ook van de Organisatie Gehlen en de Bundesnachrichtendienst lid. Zijn jongere broer was Friedrich Foertsch, de latere Generalinspekteur der Bundeswehr.

## Leven
Op 4 april 1895 werd Hermann Foertsch in Drahnow geboren. Zijn jongere broer was de Generalleutnant Friedrich Foertsch. Op 20 maart 1913 trad Hermann Foertsch als Fahnenjunker in dienst van de Deutsches Heer. Hij werd bij het 8. Westpreußische Infanterie-Regiment Nr. 175 geplaatst. Op 20 november 1913 werd hij tot Fähnrich bevorderd.

### Eerste Wereldoorlog
Tijdens de mobilisatie en het begin van de Eerste Wereldoorlog, kwam Foertsch met zijn regiment aan het front. Aan het front werd hij op 5 augustus 1914 tot Leutnant bevorderd. Op 10 december 1914 raakte hij gewond. Vanaf 27 februari 1915 was hij voor zijn genezing in een veldhospitaal, en nam daarna de 4e compagnie van zijn regiment over. Hij diende van 22 maart 1915 tot 15 juni 1915 voor een tijd als adjudant van het 1e bataljon. Tot de zomer van 1916 werd hij op verschillende functies in het 8. Westpreußisches Infanterie-Regiment Nr. 175 ingezet. Van 5 april 1916 tot 19 april 1916 zat Foertsch op een opleiding voor compagniecommandanten. In de herfst van 1916 werd Foertsch naar het Sturm-Bataillon Nr. 7 (Rohr) overgeplaatst. Op 18 december 1917 werd hij tot Oberleutnant bevorderd. Van 10 februari 1917 tot 29 januari 1918 was hij gerechtsofficier van het Sturm-Bataillon Nr. 7 (Rohr). Op 26 september 1918 werd hij in het ziekenhuis opgenomen, en lag daar tot 16 december 1918. Tijdens de Eerste Wereldoorlog werd hij met de beide klassen van het IJzeren Kruis 1914 en het Gewondeninsigne 1918 in zwart onderscheiden.

### Interbellum
Op 7 april werd Foertsch van het Vrijkorps „Feldmarschall Hindenburg“ lid. Hij had de leiding over de 2e compagnie. Foertsch werd in de Reichsheer opgenomen, en werd bij het Reichswehr-Infanterie-Regiment 110 geplaatst. Op 25 oktober 1919 werd hij naar de opleiding voor officieren in radiotelegrafie in het 10. Nachrichten-Bataillon gestuurd. Bij de opbouw van de 100.000 Reichsheer in de Reichswehr, werd hij in 17. Infanterie-Regiment  (17e Infanterieregiment) opgenomen. In 1921 werd Foertsch naar een Generale stafopleiding in de staf van de 6e Divisie gecommandeerd. In de herfst van 1921, werd hij naar het 8. (Preuß.) Reiter-Regiment overgeplaatst, maar toch vervolgens weer naar de staf van de 6e Divisie gecommandeerd. Op 1 oktober 1922 werd hij weer terug naar de 17e Infanterieregiment gezet. Vanaf 1 januari 1923 werd Foertsch als adjudant in het Ausbildungs-Bataillon van het 17e Infanterieregiment ingezet. Op 1 oktober 1923 werd Foertsch naar het 8e batterij van het 5. (Hess.-Württ.) Artillerie-Regiment overgeplaatst. Van daaruit werd hij voor de komende jaren naar het Reichswehrministerium  (Rijksministerie van Defensie) gecommandeerd. Op 1 februari 1926 werd hij tot Hauptmann bevorderd. Van 1 oktober 1925 tot 1 april 1928 werd Foertsch als pers-adviseur in het RWM ingezet. Op 1 april 1928 werd de voormalige Hauptmann als Rittmeister in de regimentsstaf van het 9. (Preuß.) Reiter-Regiment naar Fürstenwalde overgeplaatst. Op 1 oktober 1928 werd hij weer als Hauptmann naar het Reichswehrministerium verplaatst, en werd hij op de Wehrmachts-Abteilung (W) ingezet. Foertsch werd op 1 april 1930 tot chef van de 6e compagnie van het 17e Infanterieregiment benoemd. Vanaf 17 augustus 1932 was hij weer in het Reichswehrministerium ingezet, en werd dezelfde dag nog het Charakter van een Major verleend. Hij werkte als chef van pers in de Reichswehr, onder de rijksminister Kurt von Schleicher. Foertsch had zijn neiging tot politiek als Reichswehrhauptmann al laten zien. Reeds op 1 mei 1933 was hij tot Major bevorderd. Op de dag van het overlijden van Paul von Hindenburg, dicteerde Foertsch zijn superieur Walter von Reichenau, die een sleutelrol tijdens de opbouw van de Wehrmacht speelde, de nieuwe eedsformule aan Adolf Hitler.
Soldaten schworen ab jetzt „in allen Kasernen des Reiches ‚bei Gott‘, ihrem neuen Herrn ‚unbedingten Gehorsam‘ zu leisten und ‚jederzeit für diesen Eid mein Leben einzusetzen‘. Anschließend stimmten sie in das zusätzlich verordnete ‚Hurra‘ auf Hitler ein.“— Der Spiegel
Na de verdere uitbreiding van de Reichswehr, werd Foertsch op 15 oktober 1935 tot commandant van het 4e bataljon van het 4e Infanterieregiment benoemd. Als gevolg van zijn benoeming tot commandant van het 4e bataljon, werd hij op 1 januari 1936 tot Oberstleutnant bevorderd. Vanaf 24 oktober 1936  werd hij naar de Kriegsakademie  (militaire academie) gecommandeerd. Op 1 februari 1937 werd hij naar het Oberkommando des Heeres (OKH) overgeplaatst, en tot leraar tactiek aan de militaire academie benoemd. Aan de militaire academie werd Foertsch op 1 juni 1938 tot Oberst bevorderd.

### Tweede Wereldoorlog
Tijdens de mobilisatie werd hij tot stafchef van de Generale Staf van het plaatsvervangend Generalkommando VIII. Armeekorps  (24e Legerkorps) benoemd. Met het 24e Legerkorps nam hij aan de Slag om Frankrijk deel. Vanaf 20 september 1940 tot 8 oktober 1940 zat hij in het Führerreserve (OKH). Begin oktober 1940 werd hij tot leider van een Generale Staf opleiding in Berlijn benoemd. Op 10 mei 1940 werd Foertsch tot stafchef van de Generale Staf van het 12. Armee  (12e Leger) benoemd. Met het 12e leger nam hij aan de Balkanveldtocht deel. Hierna bleef Foertsch ook nog op de Balkan gestationeerd. Op 1 februari 1942 werd hij tot Generalmajor bevorderd. Hij was inmiddels met beide klassen van het Herhalingsgesp bij IJzeren Kruis 1939 onderscheiden. Door de hernoeming van het leger in Heeresgruppe E, werd hij op 1 januari 1943 tot stafchef van de Generale Staf van de Heeresgruppe E benoemd. Op 10 juli 1943 werd hij met het Duitse Kruis in goud onderscheiden. Van 23 augustus 1943 tot 15 maart 1944 als de nieuwe stafchef van de Generale Staf van de nieuw opgerichte Heeresgruppe F werkzaam. Als nieuwe stafchef werd Foertsch op 1 oktober 1943 tot Generalleutnant bevorderd. In maart 1944 werd hij weer afgelost, en in het Führerreserve geplaatst. Op 28 maart 1944 werd hij tot commandant van de 21. Infanterie-Division 21e Infanteriedivisie benoemd. Foertsch werd in het Wehrmachtsbericht van 4 augustus 1944 genoemd. Hiervoor werd hij op 27 augustus 1944 met het Ridderkruis van het IJzeren Kruis onderscheiden. In de zomer van 1944 gaf hij zijn commando over de 21e Infanteriedivisie weer af, en werd mit der Führung beauftragt (vrije vertaling: met het leiderschap belast) van het 10. Armeekorps  (10e Legerkorps) belast. Op 9 november 1944 werd Foertsch tot General der Infanterie bevorderd. Door deze bevordering, werd hij tot Kommandierender General  (bevelvoerend-generaal) van het 10e Legerkorps benoemd. Op 20 december 1944 werd hij weer afgelost, en in het Führerreserve (OKH) geplaatst. Begin 1945 werd Foertsch naar de Oberbefehlshaber West  (Opperbevelhebber West) gecommandeerd, daar werd hij als een Armeeführer (legercommandant) ingezet. Eind februari 1945 werd hij "mit der stellvertretende Führung beauftragt"  (vrije vertaling: met het plaatsvervangend leiderschap belast) van het 19. Armee (19e Leger) belast. Een paar dagen later werd Foertsch met het commando over het 1. Armee  (1e Leger) belast. Zijn troepen vochten tegen de Amerikaanse Operatie Undertone (15 tot 24 maart 1945).
Foertsch capituleerde - ook in de naam van de General der Infanterie Friedrich Schulz en de Heeresgruppe G, op 5 mei 1945 in München voor de US-troepen onder het commando van de General Jacob Devers.
De capitulatie vond in het Thorak-gebouw in Baldham, ongeveer 10 kilometer van de oostelijke stadsgrens van München plaats. Ander bron vermeld: in Haar bij München, zoals in het capitulatie oorkonde vermeld is.
Op 6 mei 1945 raakte Foertsch in Amerikaans krijgsgevangenschap, daar werd hij op 19 februari 1948 weer uit vrijgelaten.

## Na de oorlog

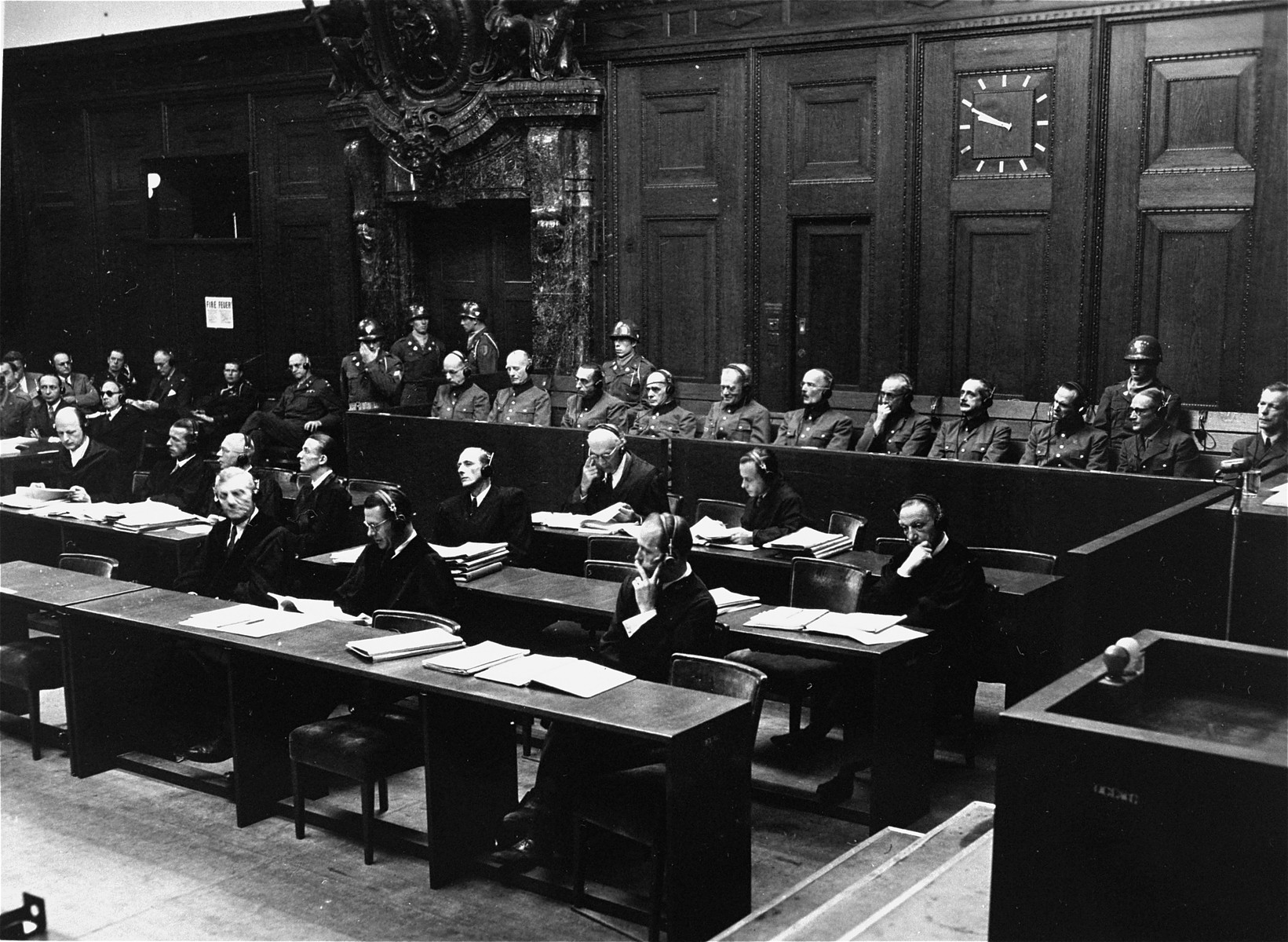
Verdachten in de beklaagdenbank tijdens het Gijzelaarsproces. Foertsch is (de derde van links).

Vanaf midden mei 1947 moest hij zich voor het Internationaler Strafgerichtshof, in het Proces Generaals in Zuidoost-Europa (ook wel het Gijzelaarsproces genoemd) verantwoorden. Het proces eindigde voor Foertsch in vrijspraak. Op 19 februari 1948 werd hij weer vrijgelaten.
In 1950 maakte Foertsch van de Himmeroder-expertgroep deel uit. Hij werkte onder de codenaam "Viersen" in de Organisatie Gehlen. In oktober 1952 nam hij van August Winter de leiding van de afdeling Psychologische Oorlogsvoering (camouflagecode "60") over. Begin 1956 nam hij van Horst von Mellenthin de functie van plaatsvervangend directeur over, die de functie van directeur Reinhard Gehlen "bij langdurige afwezigheid" overnam.
Op 27 december 1961 overleed hij in München.

## Militaire carrière
- General der Infanterie: 9 november 1944[2][16][17]
- Generalleutnant: 1 oktober 1943[2][16][17]
- Generalmajor: 1 februari 1942[2][16][17]
- Oberst i.G.: 1 juni 1938[2][16]
- Oberstleutnant: 1 januari 1936[2][16]
- Major: 1 mei 1933[2][16]
- Charakter van Major: 17 augustus 1932[2][16]
- Hauptmann / Rittmeister: 1 februari 1926[2][16]
- Oberleutnant: 18 december 1917[2][16]
- Leutnant: 5 augustus 1914[2][16]
- Fähnrich: 20 november 1913[2]
- Fahnenjunker-Unteroffizier: 27 augustus 1913[2]
- Fahnenjunker: 20 maart 1913[2][16]

## Onderscheidingen
- Ridderkruis van het IJzeren Kruis op 27 augustus 1944 als Generalleutnant en Commandant van de 21e Infanteriedivisie[2][16][18]
- Duitse Kruis in goud op 10 juli 1943 als Generalleutnant en Stafchef van de Generale Staf van de Heeresgruppe E[2][18]
- IJzeren Kruis 1914, 1e Klasse[2][16] en 2e Klasse[2][16]
- Herhalingsgesp bij IJzeren Kruis 1939, 1e Klasse[2] en 2e Klasse[2] (mei 1940)
- Ridder in de Huisorde van Hohenzollern met Zwaarden[16] op 15 mei 1918[2]
- Gewondeninsigne 1918 in zwart[2]
- Erekruis voor Frontstrijders in de Wereldoorlog[2]
- Dienstonderscheiding van Leger en Marine, 1e Klasse (25 dienstjaren)[2]
- Hij werd eenmaal genoemd in het Wehrmachtsbericht. Dat gebeurde op:
- 14 maart 1944[16][19] citaat Wehrmachtsbericht:

„In den Kämpfen der letzten Tage an der Narwa-Front haben sich ein Armeekorps unter der Führung des Generals der Pioniere Tiemann und die ostpreußische 21. Infanteriedivision unter Generalleutnant Foertsch besonders ausgezeichnet.“
„Tijdens de gevechten aan het Narva-front van de laatste dagen, heeft het Legerkorps onder de leiding van de Generaal der Genie-troepen, en de Oost-Pruisische 21e Infanteriedivisie onder Luitenant-generaal Foertsch zich bijzonder onderscheiden.“